# Estafermo

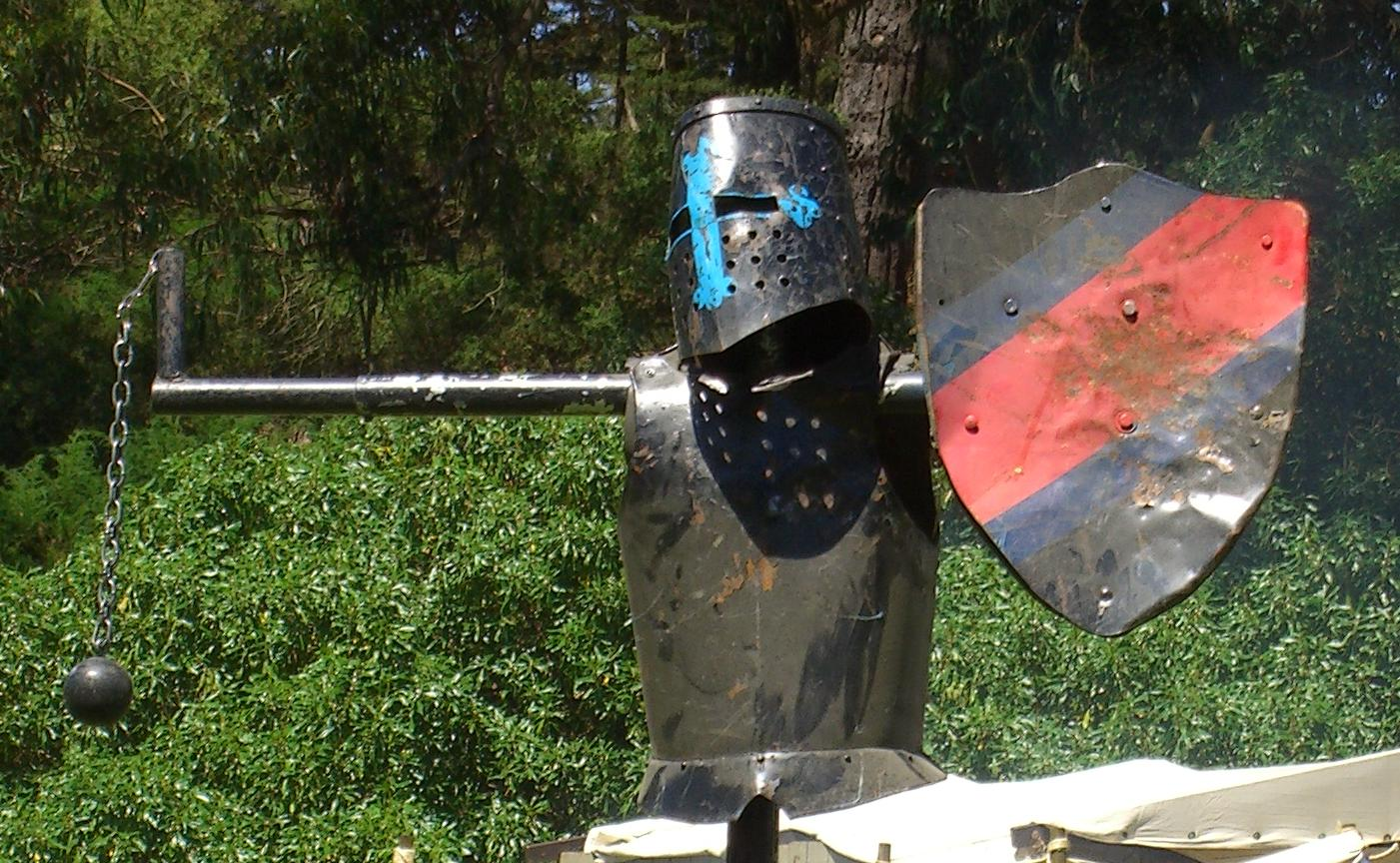
Um estafermo numa reconstrução contemporânea para um festival

Estafermo era um tipo de boneco, geralmente de metal, com uma arma presa numa das pontas e escudo na outra, usada para treino da cavalaria na Idade Média. 

## Descrição
O boneco ficava preso a um eixo, sobre o qual poderia girar. Montado, o cavaleiro procurava atingi-lo com a lança, espada ou outra das armas então utilizadas. Ao ser golpeado, o estafermo girava, por sua vez, simulando estar golpeando e forçando o cavaleiro a treinar também a defesa.
Sua construção era feita colocando-se o simulacro de boneco com os braços abertos na horizontal e, onde deveriam ser as mãos, em geral eram presas armas, como uma clava ou espada, e um escudo.
O ataque ao estafermo dava-se a galope, de sorte que a velocidade da ação simulava uma situação real de combate.
Dentre as armas que poderiam ser assentadas numa das mãos do boneco estavam a alabarda, clavas ou maças de pontas com formatos diversos.
Nos dias de hoje a palavra é mais usada como insulto, significando uma pessoa que é um estorvo, que, além de não fazer nada para ajudar, ainda por cima atrapalha (vem do italiano "sta fermo", que significa "estar parado", sem ação). 